# بهیجه حافظ
بهیجه حافظ (عربی: بهيجة حافظ؛ ۱۹۰۱ – ۱۹۸۳) هنرپیشه، کارگردان، ویراستار، تهیه‌کننده، فیلم‌نامه‌نویس، و آهنگساز اهل مصر بود.